# Цианоборогидрид натрия
Цианоборогидрид натрия — неорганическое химическое соединение,
комплексный гидрид-цианид натрия и бора с формулой NaBH3(CN),
бесцветные кристаллы,
растворяется в воде. Благодаря наличию цианогруппы ядовит.

## Получение
- Смешивание растворов в тетрагидрофуране борогидрида натрия и синильной кислоты:

{\displaystyle {\mathsf {NaBH_{4}+HCN\ {\xrightarrow {}}\ NaBH_{3}(CN)+H_{2}\uparrow }}}

## Физические свойства
Цианоборогидрид натрия образует бесцветные гигроскопичные кристаллы.
Растворяется в воде и тетрагидрофуране,
слабо растворяется в этаноле,
не растворяется в бензоле и диэтиловом эфире.

## Химические свойства
- В кислых водных растворах подвергается гидролизу:

{\displaystyle {\mathsf {NaBH_{3}(CN)+3H_{2}O\ {\xrightarrow {H^{+}}}\ B(OH)_{3}+NaCN+3H_{2}\uparrow }}}

## Применение
- Реагент в органическом синтезе.

## Токсичность
Высокотоксичен. Класс опасности — 2.